# Argyresthia aerariella
Argyresthia aerariella is een vlinder uit de familie van de pedaalmotten (Argyresthiidae). De wetenschappelijke naam van de soort werd in 1871 gepubliceerd door Henry Tibbats Stainton.